# HD 40307
HD 40307 is een oranje dwerg met een spectraalklasse van K2.5V. De ster bevindt zich 42,18 lichtjaar van de zon. Om de ster draaien zes planeten.